# اوکلند پارک (فلوریدا)
اوکلند پارک (به انگلیسی: Oakland Park) شهری در شهرستان برووارد ایالت فلوریدا است که در سال ۱۹۲۹ بنیان‌گذاری شده‌است. این شهر طبق سرشماری سال ۲۰۱۰ میلادی، ۴۱٬۳۶۳ نفر جمعیت داشته و مساحت آن نیز ۱۷٫۹ کیلومتر مربع است.